# Pauline Fourès
Pauline Fourès (15. března 1778 – 18. března 1869), rozená Pauline Bellisle, byla francouzská malířka a spisovatelka. Nejvíce se dostala do povědomí jako milenka Napoleona Bonaparte.

## Život
Pauline se narodila v Pamiers dne 15. března 1778. Její matkou byla Marguerite Brandon a otcem Jacques-Clement Bellisle, hodinář. Pracovala jako kloboučnice a provdala se za Jean-Noel Fourèse, kavaleristu, který měl volno z vojenské služby. Když byl povolán zpět, pár byl zrovna na líbánkách. Pauline se tak vydala spolu s francouzskou armádou a svým manželem do Egypta. Manželky vojáků měly vstup na loď zakázán a tak se přestrojila do uniformy, aby ji nikdo nepoznal. Podařilo se jí skrývat 54 dní až dokud se nevylodili v Alexandrii.
Po jejím odhalení poslal Napoleon jejího manžela pryč a začal se Pauline sám dvořit. Po návratu se Pauline se Jean-Noelem rozvedla. Díky tomuto románku si vysloužila přezdívku Kleopatra.
Pauline se později provdala za Pierre Henriho de Ranchoux, a poté, co se rozvedla i s ním, se provdala za Jean Baptistu Bellarda. Pár se usadil v Brazílii, odkud se Pauline vrátila v roce 1837.

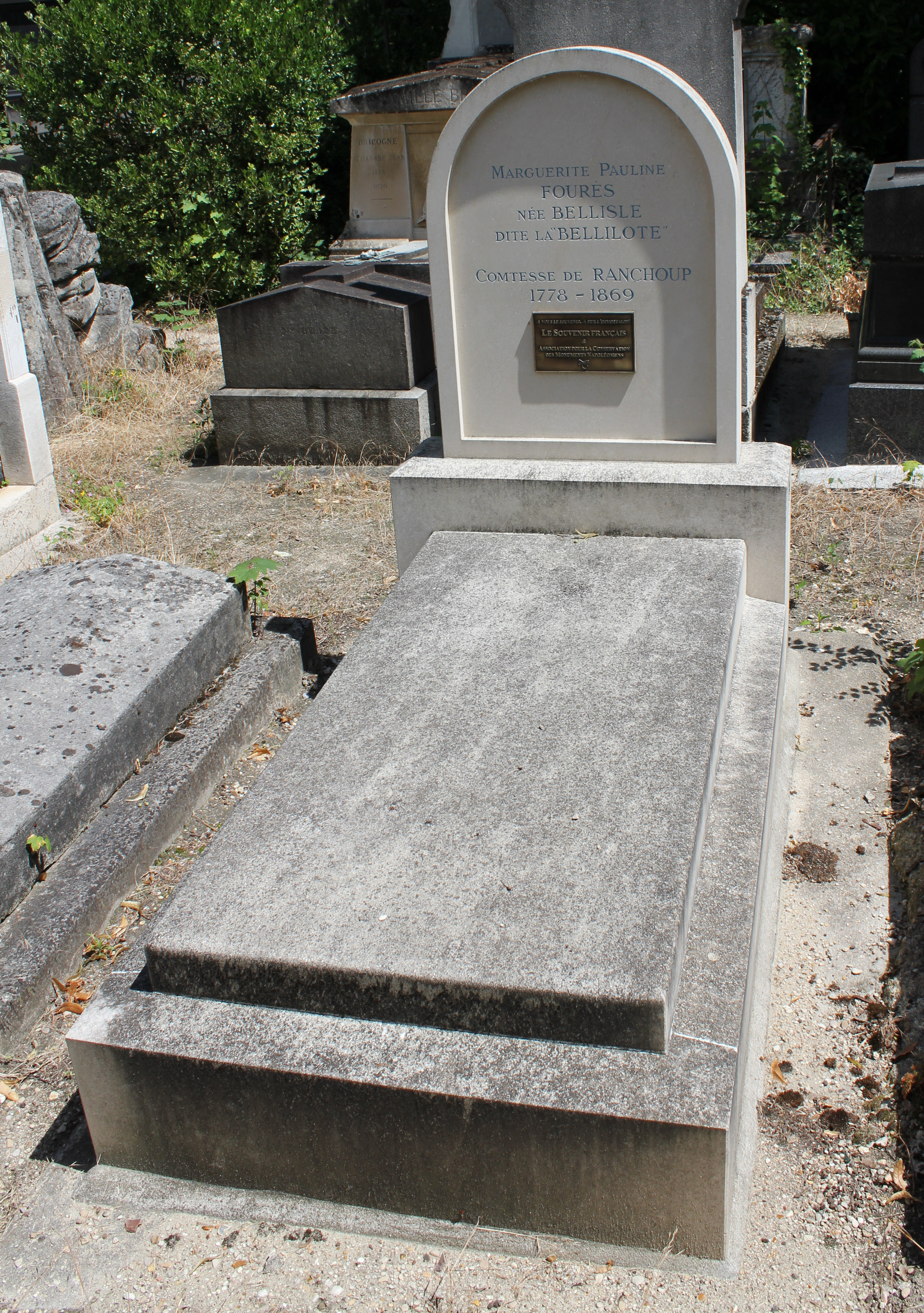
Hrob Pauline Fourès na hřbitově Père-Lachaise

Publikovala dva romány, Lord Wentworth (1813) a Aloïze de Mespres, nouvelle tirée des chroniques du XII° siècle (1814), obě se dočkaly úspěchu.